# Wrath (álbum)
Wrath —en español: «Ira»— es el sexto álbum de estudio de la banda estadounidense de groove metal Lamb of God, además de ser el primer álbum con Roadrunner Records. Fue publicado el 23 de febrero de 2009. Llegó al número 203 en el Billboard 200, con ventas que excedían las 68'000 copias en Estados Unidos durante su primera semana. Actualmente ha vendido más de 2'000'000 de copias, siendo uno de los discos más vendidos de Lamb Of God sólo por debajo de Sacrament del 2006.

## Antecedentes y producción
En agosto de 2008 se anunció que la banda había empezado a trabajar en su siguiente álbum luego de Sacrament, y que su publicación estaba planeada para el 24 de febrero de 2009. Josh Wilbur fue confirmado como productor del álbum. Wilbur toma el lugar del anterior productor de la banda, Machine, quien trabajó con ellos en Ashes of the Wake y Sacrament.
El proceso de grabación del álbum estuvo disponible para ser visto en línea en el sitio web de la banda, con dos webcams instaladas en el estudio (específicamente en la habitación de la batería y la de mezclado).

## Dirección musical
Hablando acerca del álbum, el baterista Chris Adler dijo:

"Este álbum va a sorprender a mucha gente. Típicamente las bandas que llegan a donde estamos nosotros en nuestra carrera empiezan a aflojar, oler las rosas y regurgitar. Nosotros escogimos un camino diferente. Nadie quiere oír a otro miembro de la banda promocionar un nuevo álbum. ‘Wrath’ no necesita promoción. Nos hemos superado a nosotros mismos y el 24 de febrero lo sentirán."
"Estamos emocionados al cambiar las cosas esta vez y trabajando con Josh. Nunca nos hemos quedado en un mismo lugar por demasiado tiempo, y la evolución de la banda continúa. Hay un cambio agresivo en el material y en nuestro enfoque. La barra ha sido levantada."

El guitarrista Mark Morton también dijo:

"Nosotros usualmente intentamos hacer algo fresco cada vez. Esta vez, creo, es deliberadamente un poco más crudo y agresivo que 'Sacrament'. 'Sacrament' fue realmente un álbum dinámico en todos los niveles — también fue bastante producido. Este es realmente crudo y realista, desde cada ángulo, y estamos celebrando las imperfecciones en este álbum. Estamos escogiendo lo que toma lugar en el álbum basándonos más en su carácter y personalidad que en qué tan mecánicamente preciso es. Es más acerca de la actitud en las tomas que en lo que es, 'Wow, eso fue perfecto.' Son los perfectos los que quedan fuera, porque son demasiado estérlies."
"Los tonos de las guitarras son un poco más limpias que lo normal," añadió. "Estamos algo así como entrando en ese estado mental donde limpio es pesado. La claridad es mucho más pesada que algo sobresaturado. Es crudeza real y natural y de sonido orgánico, lo cual, en sí mismo, es lo que es revolucionario estos días, donde los niños están haciendo grabaciones de audio profesionales en sus dormitorios, en sus laptops, cortando y pegando versos y coros. Ya no es innovar para hacer un álbum con un sonido completamente espacial y robótico. Creo que es casi nuevo ahora hacer algo que suene como si una banda real lo estuviera tocando.

## Nominaciones
En el 2010, Lamb of God fue nominada a un Grammy, en los Premios Grammy de 2010, por "Set To Fail" en la categoría Mejor interpretación de metal, pero perdió ante "Dissident Aggressor" de Judas Priest. En el 2011, la banda fue nuevamente nominada a un Grammy en los Premios Grammy de 2011, por "In Your Words" en la categoría Mejor interpretación de metal, pero perdió ante "El Dorado" de Iron Maiden.

## Listado de canciones
| N.º | Título                  | Duración |  |
| 1.  | «The Passing»           | 1:58     |  |
| 2.  | «In Your Words»         | 5:25     |  |
| 3.  | «Set to Fail»           | 3:46     |  |
| 4.  | «Contractor»            | 3:22     |  |
| 5.  | «Fake Messiah»          | 4:34     |  |
| 6.  | «Grace»                 | 3:55     |  |
| 7.  | «Broken Hands»          | 3:53     |  |
| 8.  | «Dead Seeds»            | 3:41     |  |
| 9.  | «Everything to Nothing» | 3:50     |  |
| 10. | «Choke Sermon»          | 3:21     |  |
| 11. | «Reclamation»           | 7:07     |  |

| Pistas adicionales, edición especial de Japón y Reino Unido |                        |          |  |
| N.º                                                         | Título                 | Duración |  |
| 12.                                                         | «We Die Alone»         | 4:37     |  |
| 13.                                                         | «Shoulder of Your God» | 5:52     |  |
| 14.                                                         | «Condemn the Hive»     | 3:41     |  |

## Personal
- Chris Adler – batería
- Willie Adler – guitarra
- Randy Blythe – voz
- Mark Morton – guitarra
- John Campbell – bajo

Production
- Josh Wilbur - Producción y mezcla
- Dave Holdredge, Paul Saurez - Ingeniería
- Brian Gardner - Remasterizado